# Eva Louise Buus
Eva Louise Buus (geboren 1979) ist eine dänische Malerin und Künstlerin.

## Leben und Werk
Eva Louise Buus absolvierte die Königliche Dänische Kunstakademie mit einem Bachelor of Arts und 2009 mit einem Master of Fine Arts in Malerei. Weiterhin hat Buus einen Bachelor of Arts in Architektur. Thematisch setzt sich Buus mit Natur, Wasser, Schönheit und Veränderung auseinander. In den letzten Jahren entstanden Werke durch Oxidationen mit Säure auf verschiedenen Metallen. Außerdem arbeitet Buus nach einer Kollaboration mit Royal Copenhagen auch mit Porzellan.

## Einzelausstellungen (Auswahl)
- 2009: Pommersches Landesmuseum Expanding Nature, Greifswald[1]
- 2011: Galleri Christina Wilson Colour me blind, Kopenhagen
- 2011: Projekt:Rum Nattebilleder, Kopenhagen
- 2012: Maniitsoq Museum Hvide Nætter, Grönland
- 2012: Traneudstillingen Heavy Light, Gentofte
- 2013: Caspar-David-Friedrich Galerie Expanding Colour, Greifswald
- 2015: DR Koncerthuset MALKO, Kopenhagen
- 2015: Fanø Kunstmuseum Slægtskab, Fanø
- 2016: Forestillinger om Skønhed, Rønnebæksholm, Næstved
- 2019: Galleri Christoffer Egelund 3daysofdesign, Kopenhagen
- 2019: Kunsthal Nord Entré, Aalborg
- 2020: Galleri Orange, Nattergalens Have, Helsingör

## Auszeichnungen
- 2008 Caspar-David-Friedrich-Preis (Greifswald)[2]